# Chvojnica (Myjava)
Chvojnica (in ungherese Fenyvesd) è un comune della Slovacchia facente parte del distretto di Myjava, nella regione di Trenčín.